# حوزه انتخابیه چهارم فلوریدا
حوزه انتخابیه چهارم فلوریدا یک حوزه انتخابیه مجلس نمایندگان آمریکا است که در ایالت فلوریدا قرار دارد.